# حسين الراقد
حسين الراقد (مواليد 11 فبراير 1983 في باريس، فرنسا) هو لاعب كرة قدم تونسي فرنسي-الميلاد. يلعب حاليًا لصالح نادي الترجي الرياضي التونسي.قضي أغلب مسيرته محترفا في أندية أوروبية في فرنسا وسويسرا .إعتزل لعبة كرة القدم من بوابة الترجي الرياضي التونسي.

## مسيرته الكروية
لعب حسين الراقد خلال مسيرته الاحترافية مع 9 أندية في واحد وعشرون موسمًا وسجل خلالها 10 أهداف ضمن 382 مباراة. حيث فاز في موسمين بالكأس وفي موسمين بالدوري.
خاض حسين الراقد مسيرته مع نادي أكاديمية باريس سان جيرمان في موسم 2000–01 في المرة الأولى واستمر معه طيلة ثلاثة مواسم ثم في موسم 2004–05 ولمدة موسمين، مشاركًا طوالها في 77 مباراة سجل خلالها هدفًا واحدًا. ثم انتقل إلى نادي إستر في موسم 2002–03 لمدة موسم واحد، حيث شارك في 19 مباراة سجل خلالها هدفين. لينتقل بعدها إلى نادي غويونيون في موسم 2003–04 لمدة موسم واحد، مشاركًا في 3 مباريات ولم يسجل أي هدف. ثم انتقل إلى نادي باريس سان جيرمان في موسم 2005–06 لمدة موسم واحد، مشاركًا في مباراة ولم يسجل أي هدف أيضًا. هذا وانتقل لاحقًا إلى نادي مونز في موسم 2006–07 واستمر معه طيلة ثلاثة مواسم، مشاركًا في 90 مباراة سجل خلالها هدفًا واحدًا. ثم انتقل بعدها إلى نادي سلافيا براغ في موسم 2009–10 ولمدة موسمين، مشاركًا في 35 مباراة ولم يسجل أي هدف. ليعود وينتقل من جديد، لكن هذه المرة إلى نادي كارديمير كارابوك سبور في موسم 2010–11 ولمدة موسمين، مشاركًا في 38 مباراة سجل خلالها هدفًا واحدًا. لينتقل بعدها إلى نادي الترجي الرياضي التونسي في موسم 2011–12 ليلعب معه خمسة مواسم، مشاركًا في 107 مباراة سجل خلالها 5 أهداف. ثم لعب في نادي الإمارات في موسم 2016–17 لمدة موسم واحد، مشاركًا في 12 مباراة ولم يسجل أي هدف.

## روابط خارجية
- حسين الراقد على موقع الاتحاد الدولي (مؤرشف)  (الإنجليزية)
- حسين الراقد على موقع الاتحاد الأوربي (الإنجليزية)
- حسين الراقد على موقع اتحاد تركيا (لاعب) (الإنجليزية)
- حسين الراقد على موقع رابطة كرة القدم الفرنسية للمحترفين (الإنجليزية)
- حسين الراقد على موقع قاعدة بيانات كرة القدم.إي يو (الإنجليزية)
- حسين الراقد على موقع ليكيب (الفرنسية)
- حسين الراقد على موقع ناشيونال فوتبول تيمز (الإنجليزية)
- حسين الراقد على موقع Soccerway.com (الإنجليزية)
- حسين الراقد على موقع عالم كرة القدم.نت (الإنجليزية)
- حسين الراقد على موقع كووورة